# Дмитрієвка (Зубово-Полянський район)
Дми́трієвка (рос. Дмитриевка, ерз. Дмитриевка) — селище у складі Зубово-Полянського району Мордовії, Росія. Входить до складу Уголківського сільського поселення.
Населення — 1 особа (2010; 0 у 2002).